# Дьюк, Энни
Энни Дьюк (англ. Annie Duke; род. 13 сентября 1965) — профессиональный игрок в покер и автор нескольких книг о покере, выигравшая браслет на 2004 World Series of Poker $2,000 Omaha Hi-Low Split-8 и ставшая победительницей на World Series of Poker of Champions, где она также заработала приз в $2,000,000. В 2010 она выиграла National Heads-Up Poker Championship, заработав приз в $500,000.

## Юность и семья
Энни Дьюк (урожденная Anne LaBarr Lederer) родилась в г. Конкорд (штат Нью-Гэмпшир). Дочь Роды Спагенбрег и Ричарда Ледерера, писателя и лингвиста, преподававшего в школе Святого Павла. Её брат Ховард Ледерер — также профессиональный игрок в покер. Её сестра, Кэти Ледерер — поэтесса и автор книги о семье Ледерер «Покер Фейс: Девичество среди игроков». У Энни четверо детей: Мод (1995 г. р.), Лео (1998 г. р.), Люси (2000 г. р.) и Нелл (2002 г. р.).
Энни посещала Колумбийский университет, который дважды успешно закончила со степенями по английскому и психологии. В последующие годы Дьюк получила стипендию NSF Fellowship для поступления в высшую школу при университете Пенсильвании для изучения психолингвистики (часть теории когнитивной психологии). Хотя и намереваясь продолжить своё образование, она решила бросить высшую школу в 1992 году, после 5 лет обучения и за одни месяц перед защитой степени. Она вышла замуж за Бена Дьюка, близкого друга из того же университета и переехала в его дом в Коламбусе (штат Монтана). Это было время когда при поддержке своего брата она начала играть в покер в г. Биллингс (штат Монтана).
В 2002 году она переехала в г. Портленд (штат Орегон), чтобы работать на компанию ieLogic, занимающуюся разработкой программного обеспечения для онлайн-казино. В результате её работы появился UltimateBet. Она развелась с Беном в 2004 году, однако выиграла $500 в споре со своим другом Стивом Золотовым, который утверждал, что её брак продержится менее пяти лет. В 2005 году она и её дети переехали на Голливудские холмы недалеко от Лос-Анджелеса (штат Калифорния). Дьюк и её новый дом в средиземноморском стиле, вместе с новым бойфрендом, актёром и продюсером Джо Ритманом стали героями статьи «Дома с Энни Дьюк» (вышедшей 19 января 2006 года) в газете «The New York Times».

## Карьера профессионального игрока в покер
После окончания своей учёбы Дьюк начала играть в покер в легальных казино в г. Биллингс (штат Монтана). Её брат Ховард, к тому моменту уже ставший успешным профессиональным игроком, стал её наставником и спонсором в её первых играх. В 1993 году, она и её муж переехали в Лас-Вегас чтобы играть в покер постоянно.
В начале 2004 года, Дьюк получила известность благодаря наставничеству над популярным актёром Беном Аффлеком, который впоследствии выиграл 2004 California State Poker Championship. До этого момента одним из шагов в её покерной карьере стало 10 место в 2000 World Series of Poker (WSOP) — в одном шаге от финального стола, находясь на восьмом месяце беременности своим третьим ребёнком. В серии 2004 World Series of Poker она выбила своего брата, Говарда Ледерера, из четырёх разных турниров, включая World Series of Poker Tournament of Champions, в котором она заняла первое место, а её брат занял третье. В течение этой же Мировой Серии, она выиграла свой первый золотой браслет, в турнире Омаха Хай-Лоу. Она была одной из трех женщин (вместе с Кэти Либерт и Синди Вайолетт), сумевших выиграть открытый турнир в серии WSOP того года.
Дьюк одна из тех игроков в покер, которые выступают против ограничений, вводимых на телевизионных турнирах. Несмотря на то, что игроки платят обязательные вступительные взносы, на некоторых из этих турниров игрокам не разрешается носить логотипы спонсоров. Дьюк полемизировала на эту тему в одной из газетных статей: «Мы (игроки в покер) — не рабы. Мы — люди, которые платят за сбор хлопка».
В 2006 году, Дьюк выиграла второй ежегодный турнир World Series of Rock Paper Scissors (WSORPS). Этот турнир является благотворительной акцией которую проводит Фил Гордон на Мировой Покерной Серии. Победитель турнира получает билет на Главные Игры WSOP, а выигрыш жертвуется в фонд Гордона «Bad Beat on Cancer».

## Победы и награды
За 2008 год Энни удерживала женский рекорд по количеству выигранных денег на серии WSOP. В 2004 году Дьюк выиграла $2,000,000 в инаугурационном турнире на 10 игроков, где победитель получает всё — World Series of Poker Tournament of Champions. На тот момент этот выигрыш был самым крупным среди женщин-игроков в покер. Этот рекорд был побит Аннет Обрестад в 2007 году в серии World Series of Poker Europe Main Event.
Дьюк выиграла браслет в серии World Series of Poker, Omaha HiLo, и более трех миллионов долларов США призовых денег. Сейчас она отказывается играть в турнирах только для женщин, утверждая, что «Покер — это один из нескольких видов спорта, где женщина может соревноваться с мужчиной на равных, таким образом, я не понимаю, зачем существуют турниры только для женщин.»
В главной части 2006 World Series of Poker она финишировала 88й (из 8,773 участников) с призом в $51,129. Она была одной из двух оставшихся женщин на турнире (последняя женщина Сейбил Коэн, финишировала 56й с призом $123,699).
К 2010 году её суммарный выигрыш составил $4,225,000. Её 37 игр в серии WSOP принесли ей $1,136,846.

## WSOP Poker Academy
Энни Дьюк является преподавателем академии WSOP Poker Academy. Она появилась на шоу The Ellen Degeneres Show и внесла на аукцион лот «WSOP Academy Experience Package» средства от которого были направлены на благотворительность. После успешного начала преподавательской деятельности Дьюк решает написать обучающую книгу о стратегии игры в Безлимитном Холдеме. На помощь ей пришел Джон Ворхаус, совместно с которым и была выпущена первая книга «Decide to Play Great Poker». Любители покера с восторгом встретили это издание.